# Râul Cuieșd
Râul Cuieșd este un curs de apă, afluent al râului Mureș. 

## Hărți
- Harta județului Mureș